# Parafia św. Michała Archanioła w Brzozie
Parafia św. Michała Archanioła – parafia prawosławna w Brzozie, w dekanacie Szczecin diecezji wrocławsko-szczecińskiej.
Na terenie parafii funkcjonuje 1 cerkiew:
- cerkiew św. Michała Archanioła w Brzozie – parafialna

## Historia
Parafia powstała w 1952. Od początku użytkuje poewangelicki kościół, dostosowany do potrzeb liturgii prawosławnej. Parafię obsługuje proboszcz z Ługów.

## Wykaz proboszczów
- 1952–1958 – ks. Mikołaj Poleszczuk
- 1958 – ks. Chryzont Jaworski
- 1958–2000 – ks. Włodzimierz Kochan
- od 2000 – ks. Artur Graban